# Eusebio Lillo

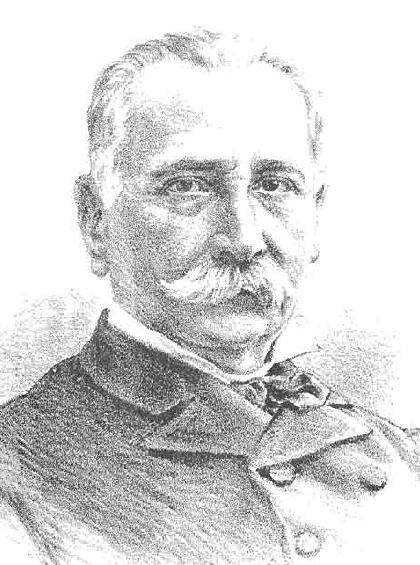
Eusebio Lillo

Eusebio Lillo Robles (Santiago de Chile, 14 de agosto de 1826 — 8 de julho de 1910) foi um poeta e político chileno. Autor da letra do Hino nacional do Chile.

## Obra

### Poesia
- Dos Almas

La mujer limeña
- El Junco
- Rosa y Carlos
- El Imperial
- Una Lágrima
- Deseos